# Mäletjärve
Mäletjärve (Duits: Mäletjerw) is een plaats in de Estlandse gemeente Kastre, provincie Tartumaa. De plaats heeft de status van dorp (Estisch: küla) en telt 47 inwoners (2021).
De plaats viel tot in oktober 2017 onder de gemeente Mäksa. In die maand ging Mäksa op in de fusiegemeente Kastre.
De plaats ligt ten zuiden van het meer Lavatsi järv (5,8 ha) en ten noorden van het meer Kriimani järv (6,5 ha).

## Geschiedenis
Mäletjärve werd voor het eerst genoemd in 1586 onder de naam Maliterwe als nederzetting op het landgoed van Kaagvere. In 1826 kreeg ze onder de naam Melletjärw de status van ‘semi-landgoed’ (Duits: Beigut, Estisch: poolmõis), een landgoed dat deel uitmaakt van een groter landgoed, in dit geval Kawershof (Kaagvere).
In 1977 werd het buurdorp Miina (ook wel Piiri genoemd) bij Mäletjärve gevoegd. Het buurdorp Kulbi werd opgedeeld tussen Mäletjärve en Poka.